# Dubovo (gmina Tutin)
Dubovo (cyr. Дубово) – wieś w Serbii, w okręgu raskim, w gminie Tutin. W 2011 roku liczyła 1089 mieszkańców.